# Vengeance (2011)
Vengeance (2011) – gala pay-per-view wrestlingu, federacji World Wrestling Entertainment, która odbyła się 23 października 2011 w AT&T Center w San Antonio w Teksasie.

## Wyniki walk
| Nr                                                                                    | Wyniki                                                                               | Stypulacje                                     | Czas  |
| ------------------------------------------------------------------------------------- | ------------------------------------------------------------------------------------ | ---------------------------------------------- | ----- |
| 1D                                                                                    | Wade Barrett pokonał Daniela Bryana                                                  | Singles match                                  | 4:57  |
| 2                                                                                     | Air Boom (Evan Bourne i Kofi Kingston) (c) pokonali Jacka Swaggera i Dolpha Zigglera | Tag team match o WWE Tag Team Championship     | 13:24 |
| 3                                                                                     | Dolph Ziggler (c) (z Jackem Swaggerem i Vickie Guerrero) pokonał Zacka Rydera        | Singles match o WWE United States Championship | 6:04  |
| 4                                                                                     | Beth Phoenix (c) pokonała Eve Torres                                                 | Singles match o WWE Divas Championship         | 7:18  |
| 5                                                                                     | Sheamus pokonał Christiana                                                           | Singles match                                  | 10:37 |
| 6                                                                                     | Awesome Truth (The Miz i R-Truth) pokonali Triple H’a i CM Punka                     | Tag team match                                 | 15:24 |
| 7                                                                                     | Randy Orton pokonał Cody’ego Rhodesa                                                 | Singles match                                  | 12:11 |
| 8                                                                                     | Mark Henry (c) vs. Big Show zakończyło się bez rezultatu                             | Singles match o World Heavyweight Championship | 13:19 |
| 9                                                                                     | Alberto Del Rio (c) (z Ricardo Rodriguezem) pokonał Johna Cenę                       | Last Man Standing match o WWE Championship     | 27:04 |
| (c) – mistrz/mistrzyni przed walkąD – walka była dark matchem (nietransmitowana w TV) |                                                                                      |                                                |       |